# Paweł Sęk
Paweł Sęk (ur. 7 kwietnia 1977 w Przemyślu) – polski producent, kompozytor i reżyser dźwięku, trzykrotnie nominowany do nagrody Grammy.

## Życiorys
Paweł Sęk pochodzi z Przemyśla, gdzie ukończył II Liceum Ogólnokształcące im. prof. Kazimierza Morawskiego oraz Państwową Szkołę Muzyczną II Stopnia im. A. Malawskiego.
W 2000 r. ukończył Berklee College of Music w Bostonie. Od 2000 działał w Nowym Jorku jako kompozytor i producent muzyki do programów i reklam telewizyjnych. Niektóre z jego dzieł to: Carrier, Frontier_House, Beowulf – Trailer, KFC National Campaign, GM National TV ad, Audi National TV ad.
W 2009 r. przeprowadził się do Los Angeles, gdzie pracuje z takimi artystami jak: Jeff Bhasker, Taylor Swift, Lady Gaga, FUN., P!nk, Kanye West, Jay-z, The Sleepy Jackson, Empire Of The Sun.  Zajmuje się również muzyką filmową. Tworzył muzykę m.in. do filmów: The Way, Way Back (Score Mix), Deadline, The Ballerina and the Rocking Horse. W grudniu 2012 r. został nominowany do nagrody Grammy za swoją pracę z zespołem FUN. w dwóch kategoriach: Nagranie i Album Roku.

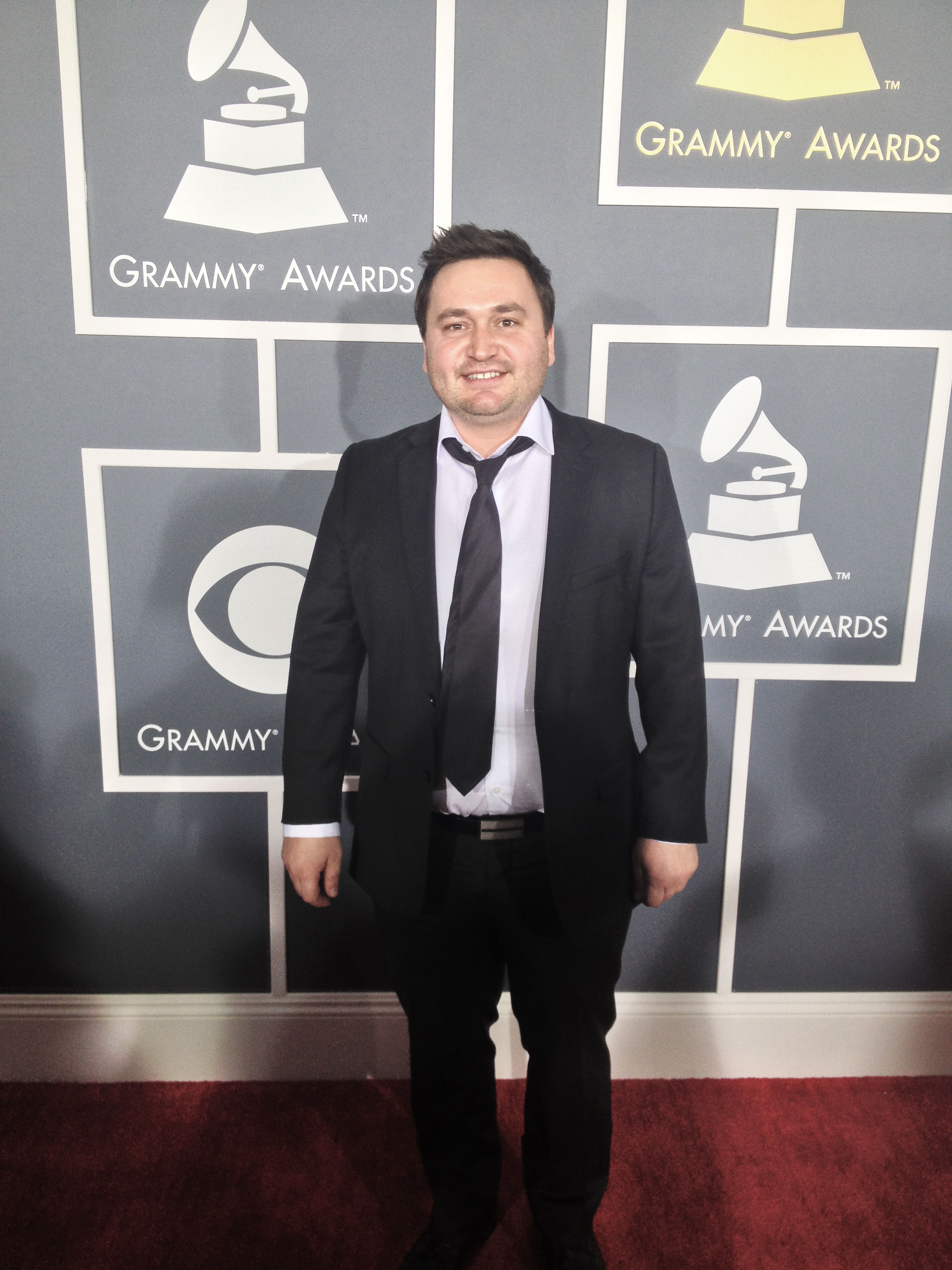
Pawel Sek at the Grammys

## Dorobek artystyczny

### Reżyseria dźwięku
- FUN.[8]
  - Some Nights
    - Some Nights (Intro)
    - Some Nights
    - We Are Young
    - Carry On
    - Why Am I the One
    - All Alone
    - Stars

- Taylor Swift[7]
  - RED
    - Holy Ground
    - The Lucky One

- P!nk[9]
  - The Truth About Love
    - Just Give Me a Reason (Nate Ruess)

- Dido
  - Who Got Away
    - Let Us Move On (Kendrick Lamar)

- Jay-Z / Kanye West[10]
  - Watch The Throne
    - Lift Off (Beyoncé)

### Muzyka filmowa
- The Ballerina and the Rocking Horse, 2012
- The Way, Way Back, (Music Score Mix), 2013[11]
- Deadline, 2011[6]
- Carrier, 2008[5]

### Muzyka dla telewizji
- Beowulf[13] – movie and video game trailer[14]
- Daltry Calhoun – trailer
- Scrubs[15]
- The Unusuals
- Pimp My Ride
- Making The Band
- America's Next Top Model[16]